# Giunio Palmotta
Giunio Palmotta, né le 1584 à Raguse et décédé en 1657 dans la même ville, est  est un poète croato-dalmate.

## Biographie
Giunio Palmotta naquit en 1606 à Raguse, où il mourut en 1657. Après avoir étudié la philosophie et le droit dans des universités italiennes, il s’établit comme avocat dans sa ville natale, en même temps qu’il rédige des ouvrages de poésie.

## Œuvres
Giunio Palmotta fut un des meilleurs poètes dramatiques croates. Parmi ses productions dans cette langue, les unes sont encore inédites, tandis que d’autres n’ont été éditées qu’après sa mort. De son vivant il ne publia que ses poésies latines, qui sont :
- un petit poème intitulé Panegyris et une Ode en souvenir du jésuite Giovanni Bargiocchi. Ces deux ouvrages ont été imprimés à Ancône en 1635.

Les œuvres rédigées en serbe de Palmotta sont bien plus nombreuses. Ce sont :
- traduction serbe de la Suevia, tragédie latine du P. Alessandro Donati ;
- Kristijada (Christiade, ou Vie de Jésus-Christ), poème en vingt-quatre chants, Rome, 1670, in-4°, et Agram (Zagreb), 1852, in-8°, par les soins de la société slave. La Christiade serbe soutient dignement la comparaison avec la Sarcothis en latin du P. Jacob Masen et avec la Christiade, en latin aussi, de Vida.
- Descente d’Énée dans l’enfer, drame, Raguse, 1839, in-8° ;
- Atalante, drame, ibid.. 1839, in-8à (dans la même édition) ;
- Achille, drame, id., ibid. ;
- Œdipe, drame, id., ibid. ;
- Elena ugrabljena (Rapt d’Hélène), id., ibid. ;
- Daniza, drame, inédit ;
- Zaptislava, drame de la même époque, inédit ;
- Paulimir (roi et fondateur de la république de Raguse), drame inédit ;
- Hypsipyle, drame inédit ;
- Natjecanje Ajača i Ulisa za oružje Ahilovo (Contestation entre Ajax et Ulysse pour les armes d’Achille), drame inédit ;
- Sur les épousailles de Jésus-Christ avec Ste-Catherine de Sienne, poème inédit ;
- Sur les exploits glorieux des rois slaves de la Dalmatie, poème inédit.